# Tecmar pausanias
Tecmar pausanias är en insektsart som beskrevs av Ronald Gordon Fennah 1962. Tecmar pausanias ingår i släktet Tecmar och familjen Dictyopharidae. Inga underarter finns listade i Catalogue of Life.